# Rudolf Hribernik
Rudolf Hribernik (pseudonym Svarun; 10. dubna 1921, Horjul – 10. ledna 2002, dálnice u Logatce) byl slovinský generál, historik, politik, komunista a jugoslávský národní hrdina.

## Životopis
Hribernik pracoval před druhou světovou válkou jako kameník. Do národněosvobozeneckého boje (NOB) se zapojil v prosinci 1941. V roce 1942 vstoupil do Komunistické strany Jugoslávie. Na konci války byl náčelníkem štábu a zástupcem velitele 31. divize. Funkce zastával i posléze ve strukturách Jugoslávské lidové armády. Po válce také studoval Vojenskou akademii generálního štábu OS SSSR K. J. Vorošilova v Moskvě a v roce 1955 ukončil studium na vojenské akademii Jugoslávské lidové armády v Bělehradě. Věnoval se studiu partyzánského boje ve Slovinsku. Byl autorem čtyřsvazkové monografie Dolomiti v NOB, ve které se věnoval boji Slovinců za svobodu.
Jako vysoký armádní důstojník byl velitelem armádní divize, velitelem záhřebského a skopského armádního okruhu, slovinským sekretářem (ministrem) národní obrany a náčelníkem Teritoriální obrany ve Slovinsku.
Po válce byl členem Lidové skupščiny Lidové republiky Slovinsko, poté byl slovinským sekretářem obrany a stálým členem konference Svazu komunistů Slovinska.
Byl nositelem Řádu národního hrdiny, Řádu zásluh o národ, Řádu bratrství a jednoty, Řádu lidové armády, Řádu partyzánské hvězdy, Partyzánské pamětní medaile 1941, polského Řádu grunwaldského kříže a bulharské Medaile Vlastenecké války.
Zemřel při automobilové nehodě 10. ledna 2002, když jeho vozidlo jelo v protisměru.